# Florian Hutter
Florian Hutter (n. 10 septembrie 1990, Bieberach⁠(d), Saxonia, Germania) este un organist hermanrus. Este specializat și colecționar de orgi Wersi.